# Meinersdorf (Zeulenroda-Triebes)
Meinersdorf ist ein Ortsteil von Zeulenroda-Triebes im Landkreis Greiz in Thüringen.

## Lage
Meinersdorf ist im Nordosten der Stadt Zeulenroda zwischenzeitlich ein mit der Stadt verwachsener Ortsteil.

## Geschichte
Das Dorf wurde im Zeitraum 1209 bis 1240 erstmals urkundlich genannt.